# Sancy (Seine-et-Marne)
Sancy (auch: Sancy-les-Meaux) ist eine französische Gemeinde mit 390 Einwohnern (Stand: 1. Januar 2022) im Département Seine-et-Marne in der Region Île-de-France. Sie gehört zum Arrondissement Meaux und zum Kanton Serris (bis 2015: Kanton Crécy-la-Chapelle). Die Einwohner werden Sancéens genannt.

## Geographie
Sancy liegt etwa 32 Kilometer ostnordöstlich von Paris. Umgeben wird Sancy von den Nachbargemeinden Vaucourtois im Norden, La Haute-Maison im Osten und Nordosten, Maisoncelles-en-Brie im Osten und Südosten, Crécy-la-Chapelle im Süden und Westen sowie Coulommes im Nordwesten.

## Bevölkerungsentwicklung
| Jahr                      | 1962 | 1968 | 1975 | 1982 | 1990 | 1999 | 2006 | 2012 |
| Einwohner                 | 169  | 128  | 219  | 269  | 267  | 306  | 336  | 379  |
| Quelle: Cassini und INSEE |      |      |      |      |      |      |      |      |

## Sehenswürdigkeiten

Kirche Notre-Dame-de-l'Assomption

- Kirche Notre-Dame-de-l'Assomption
- Schloss Sancy